# World Mountain Running Association
Asociația Internațională de Alergare Montană (în engleză World Mountain Running Association WMRA) este organul global de conducere al alergării pe munte. 

## Istoric
WMRA a fost înființată în 1984 cu numele de International Committee for Mountain Running (în română Comitetul Internațional pentru Alergarea Montană). Decizia de a-și schimba numele pentru a deveni World Mountain Running Association a fost luată în 1998. În 1985, organizația a organizat primul Trofeu mondial al muntelui. În 2002, IAAF a recunoscut oficial Trofeul Mondial ca o competiție internațională, iar în 2009 numele a fost schimbat în Campionatul Mondial de Alergare Montană (în engleză World Mountain Running Championships). WMRA organizeză în același timp Campionatul Mondial de Alergare Montană de Lungă Distanță (în engleză World Long Distance Mountain Running Championships) așa cum și Cupa Mondială de Alergare Montană (în engleză WMRA World Cup).